# گودنشتورف
گودنشتورف (به آلمانی: Gödenstorf) یک شهر در آلمان است که در Salzhausen واقع شده‌است. گودنشتورف ۹۵۹ نفر جمعیت دارد.